# Orrum
Orrum é uma cidade  localizada no estado norte-americano de Carolina do Norte, no Condado de Robeson.

## Demografia
Segundo o censo norte-americano de 2000, a sua população era de 79 habitantes.
Em 2006, foi estimada uma população de 103, um aumento de 24 (30.4%).

## Geografia
De acordo com o United States Census Bureau tem uma área de
1,5 km², dos quais 1,5 km² cobertos por terra e 0,0 km² cobertos por água.

## Localidades na vizinhança
O diagrama seguinte representa as localidades num raio de 20 km ao redor de Orrum.